# Mamadou Talla
Pour les articles homonymes, voir Talla.
Mamadou Talla, né le 18 juin 1961 à Sinthiou Bamambé-Banadji, est un homme politique sénégalais. 
Il est l'actuel ministre de l'Éducation nationale depuis avril 2019.